# Langemark-Poelkapelle
Langemark-Poelkapelle is een landelijke gemeente in de Belgische provincie West-Vlaanderen. De gemeente telt iets meer dan 8.000 inwoners.

## Kernen
De fusiegemeente Langemark-Poelkapelle bestaat uit de deelgemeenten Bikschote, Langemark en Poelkapelle. Het centrale Langemark is de grootste en belangrijkste kern. In Langemark liggen nog de afzonderlijke gehuchten en parochies Madonna (IV) en Sint-Juliaan (V).
| # | Naam             | Opp. (km²) | Inwoners (2020) | Inwoners per km² | NIS-code |
| - | ---------------- | ---------- | --------------- | ---------------- | -------- |
| 1 | Langemark (I)    | 32,03      | 5.079           | 159              | 33040A   |
| 2 | Bikschote (III)  | 5,59       | 577             | 103              | 33040B   |
| 3 | Poelkapelle (II) | 15,44      | 2.166           | 140              | 33040C   |

De gemeente Langemark-Poelkapelle grenst aan volgende dorpen en gemeenten:
| - a. Ieper (stad Ieper) - b. Sint-Jan (stad Ieper) - c. Boezinge (stad Ieper) - d. Zuidschote (stad Ieper) - e. Noordschote (stad Lo-Reninge) - f. Merkem (gemeente Houthulst) |

| - g. Houthulst (gemeente Houthulst) - h. Staden (gemeente Staden) - i. Westrozebeke (gemeente Staden) - j. Passendale (gemeente Zonnebeke) - k. Zonnebeke (gemeente Zonnebeke) |

### Kaart

Langemark-Poelkapelle, deelgemeenten en buurgemeenten. De gele gebieden zijn bebouwde kernen.

## Demografische ontwikkeling
Alle historische gegevens hebben betrekking op de huidige gemeente, inclusief deelgemeenten, zoals ontstaan na de fusie van 1 januari 1977.
- Bronnen:NIS, Opm:1831 tot en met 1981=volkstellingen; 1990 en later= inwonertal op 1 januari

| Inwoners van jaar tot jaar op 1 januari 1992 tot heden | Inwoners van jaar tot jaar op 1 januari 1992 tot heden | Inwoners van jaar tot jaar op 1 januari 1992 tot heden |
| jaar                                                   | Aantal                                                 | Evolutie: 1992=index 100                               |
| ------------------------------------------------------ | ------------------------------------------------------ | ------------------------------------------------------ |
| 1992                                                   | 7.381                                                  | 100,0                                                  |
| 1993                                                   | 7.440                                                  | 100,8                                                  |
| 1994                                                   | 7.474                                                  | 101,3                                                  |
| 1995                                                   | 7.478                                                  | 101,3                                                  |
| 1996                                                   | 7.524                                                  | 101,9                                                  |
| 1997                                                   | 7.577                                                  | 102,7                                                  |
| 1998                                                   | 7.567                                                  | 102,5                                                  |
| 1999                                                   | 7.639                                                  | 103,5                                                  |
| 2000                                                   | 7.656                                                  | 103,7                                                  |
| 2001                                                   | 7.602                                                  | 103,0                                                  |
| 2002                                                   | 7.624                                                  | 103,3                                                  |
| 2003                                                   | 7.669                                                  | 103,9                                                  |
| 2004                                                   | 7.708                                                  | 104,4                                                  |
| 2005                                                   | 7.757                                                  | 105,1                                                  |
| 2006                                                   | 7.780                                                  | 105,4                                                  |
| 2007                                                   | 7.774                                                  | 105,3                                                  |
| 2008                                                   | 7.793                                                  | 105,6                                                  |
| 2009                                                   | 7.811                                                  | 105,8                                                  |
| 2010                                                   | 7.829                                                  | 106,1                                                  |
| 2011                                                   | 7.846                                                  | 106,3                                                  |
| 2012                                                   | 7.981                                                  | 108,1                                                  |
| 2013                                                   | 8.018                                                  | 108,6                                                  |
| 2014                                                   | 8.007                                                  | 108,5                                                  |
| 2015                                                   | 8.015                                                  | 108,6                                                  |
| 2016                                                   | 7.940                                                  | 107,6                                                  |
| 2017                                                   | 7.948                                                  | 107,7                                                  |
| 2018                                                   | 7.920                                                  | 107,3                                                  |
| 2019                                                   | 7.819                                                  | 105,9                                                  |
| 2020                                                   | 7.825                                                  | 106,0                                                  |
| 2021                                                   | 7.843                                                  | 106,3                                                  |
| 2022                                                   | 7.926                                                  | 107,4                                                  |
| 2023                                                   | 8.015                                                  | 108,6                                                  |
| 2024                                                   | 8.100                                                  | 109,7                                                  |
| 2025                                                   | 8.202                                                  | 111,1                                                  |

## Eerste Wereldoorlog
Langemark-Poelkapelle wordt vaak geassocieerd met verschillende veldslagen uit de Eerste Wereldoorlog. Zo vond op 22 april 1915 er de eerste (Duitse) gasaanval uit de geschiedenis plaats. Tot op vandaag zijn de sporen van de Eerste Wereldoorlog duidelijk zichtbaar in Langemark-Poelkapelle. In het gehucht Sint-Juliaan bevindt zich een Canadees oorlogsmonument.
Langemark-Poelkapelle telt zeven Britse militaire begraafplaatsen.
- Cement House Cemetery, langs de Boezingestraat in Langemark (3400 gesneuvelden)
- Ruisseau Farm Cemetery, langs de Melkerijstraat in Langemark (92 gesneuvelden)
- St. Julien Dressing Station Cemetery, langs de Peperstraat in Sint-Juliaan (359 gesneuvelden)
- Seaforth Cemetery, Cheddar Villa, langs de Brugseweg in Sint-Juliaan (147 gesneuvelden)
- Dochy Farm Cemetery, langs de Zonnebekestraat in Sint-Juliaan (985 gesneuvelden)
- Poelcapelle British Cemetery, langs de Brugseweg in Poelkapelle. Dit is het derde grootste militair kerkhof in België (7450 gesneuvelden). Hier zou John Condon liggen; hij zou 14 zijn geweest en daarmee de jongste Britse gesneuvelde zijn.
- Bridge House Cemetery, hoek Roeselare- en Peperstraat in Sint-Juliaan (45 gesneuvelden)

In Sint-Juliaan bevindt zich The Brooding Soldier, een Canadees oorlogsmonument voor 2000 gesneuvelde Canadezen.
Op het Deutscher Soldatenfriedhof Langemark liggen meer dan 44.000 gesneuvelde Duitse soldaten.

## Natuur
Langemark-Poelkapelle telt uitzonderlijk weinig natuur. In 2019 was slechts 0,1 % van de oppervlakte van de gemeente ingenomen door wijkgroen, vergeleken met gemiddeld 8,0 % voor West-Vlaanderen en 20,9 % voor Vlaanderen.
De gemeente telt onder andere het Bos van Houthulst in het noorden van de gemeente en het Geboortebos bij Langemark als natuurgebieden. De plaatselijke afdeling van Natuurpunt is Natuurpunt Westland.

## Politiek

### Structuur
| Langemark-Poelkapelle | Langemark-Poelkapelle | Supranationaal         | Nationaal                         | Nationaal                         | Gemeenschap               | Gewest                    | Provincie                 | Arrondissement  | Provinciedistrict | Kanton          | Gemeente              |
| --------------------- | --------------------- | ---------------------- | --------------------------------- | --------------------------------- | ------------------------- | ------------------------- | ------------------------- | --------------- | ----------------- | --------------- | --------------------- |
| Administratief        | Niveau                | Europese Unie          | België                            | België                            | Vlaanderen                | Vlaanderen                | West-Vlaanderen           | Ieper           | Ieper             | Ieper           | Langemark-Poelkapelle |
| Administratief        | Bestuur               | Europese Commissie     | Belgische regering                | Belgische regering                | Vlaamse regering          | Vlaamse regering          | Deputatie                 | Deputatie       | Deputatie         | Deputatie       | Gemeentebestuur       |
| Administratief        | Raad                  | Europees Parlement     | Kamer van volksvertegenwoordigers | Kamer van volksvertegenwoordigers | Vlaams Parlement          | Vlaams Parlement          | Provincieraad             | Provincieraad   | Provincieraad     | Provincieraad   | Gemeenteraad          |
| Kiesomschrijving      | Kiesomschrijving      | Nederlands Kiescollege | Kieskring West-Vlaanderen         | Kieskring West-Vlaanderen         | Kieskring West-Vlaanderen | Kieskring West-Vlaanderen | Kieskring West-Vlaanderen | Kortrijk-Ieper  | Ieper             | Ieper           | Langemark-Poelkapelle |
| Verkiezing            | Verkiezing            | Europese               | Federale                          | Federale                          | Vlaamse                   | Vlaamse                   | Provincieraads-           | Provincieraads- | Provincieraads-   | Provincieraads- | Gemeenteraads-        |

### Geschiedenis
De gemeente werd in 2006 bestuurd door de CD&V (10 zetels) en sp.a (4 zetels). De burgemeester voor de legislatuur 2006-2012 was Alain Wyffels . De volgende legislatuur was ook CD&V en sp.a, maar die werd medio 2006 verbroken nadat schepen Luc Maddelein (sp.a) betrapt werd op een winkeldiefstal. In 2013 is er een coalitie van CD&V en Open Vld. Vanaf 2019 werd een coalitie gevormd met de 2 grootste partijen N-VA en CD&V. In 2021 zorgde een coalitiewissel voor een bestuur van N-VA samen met TOPE 8920 & Vooruit. Bij de gemeenteraadsverkiezingen van 2024 behaalde CD&V, dat opkwam onder de noemer Respect, de absolute meerderheid, waarna ze alleen de gemeente ging besturen.

### Burgemeesters
- 1796-1801 : Antoine Eugenius Vanderhaeghe
  - Bikschote 1798-1802 : Carolus Ludovicus Dehuijssere
- 1801-1806 : Charles Albert Liebaert
  - Bikschote 1803-1830 : Philippus Constantinus Van Eecke
- 1815-1822 : Joseph Bossaert
- 1822-1830 & 1841-1852 : Burggraaf Josephus Carolus de Patin
- 1830-1841 : Ignatius Josephus Ooghe
  - Bikschote 1830-1842 : Joannes Frans Dezeure
- 1853-1864 : Servatius Idesbaldus Comyn
  - Bikschote 1843-1860 : Gabriël Josephus Delaux
- 1866-1890 : Henricus Elleboudt
  - Bikschote 1861-1871 : Joannes Baptiste Peene
  - Bikschote 1872-1884 : Amand Désire Defever
  - Bikschote 1884-1888 : Franciscus Leonardus Peene
- 1892-1895 : Charles Marie Victor Joseph Cotteau de Patin
- 1896-1913 : Philippus Soetaert
  - Poelkapelle 1904-1911 : Henricus Nevejan
  - Bikschote 1888-1920 : Aloïs Vermeersch
- 1913-1927 & 1933-1938 : Raoul Charles René Cotteau de Patin
  - Poelkapelle 1911-1926 : Arthur Nevejan
  - Bikschote 1921-1941 & 1945-1946 : Alphonse Peene
- 1927-1932 : Hendrik Vulsteke
  - Poelkapelle 1927-1937 : Emericus Degrave
- 1939-1943 &1944-1946 : Hilaire Van Eecke
  - Poelkapelle 1937-1941 & 1944-1946 : Hector Courtens
- 1943-1944 : Eugeen Top (oorlogsburgemeester)
  - Poelkapelle 1941-1944 : Jeroom Achiel Masschelein (oorlogsburgemeester)
  - Bikschote 1941-1944 : Alberic Haghedooren (oorlogsburgemeester)
- 1947-1958 : Josef Dumoulin (CVP)
  - Poelkapelle 1947-1964 : Jozef Pauwelyn (CVP)
  - Bikschote 1947-1971 : Fabien Peene (CVP)
- 1959-1971 : Sylvère Gheeraert (CVP)
  - Poelkapelle 1965-1972 : Omer Ceenaeme (CVP)
- 1971-1974 : Gerard Deltour (CVP)
  - Poelkapelle 1972-1976 : Joseph Cornillie (CVP)
- 1975-1988 : Maurice Ostyn (CVP)
- 1989-2001 : Willy Dewilde (CD&V)
- 2001-2018 : Alain Wyffels (CD&V)
- 2019-2021 : Lieven Vanbelleghem (CD&V)
- 2021-2024 : Dominique Cool (N-VA)
- 2024-heden: Lieven Vanbelleghem (Respect)

### Resultaten gemeenteraadsverkiezingen sinds 1976
| Partij               | Partij                                                  | 10-10-1976 | 10-10-1976 | 10-10-1982 | 10-10-1982 | 9-10-1988 | 9-10-1988 | 9-10-1994 | 9-10-1994 | 8-10-2000 | 8-10-2000 | 8-10-2006 | 8-10-2006 | 14-10-2012 | 14-10-2012 | 14-10-2018 | 14-10-2018 | 13-10-2024 | 13-10-2024 |
| Stemmen / Zetels     | Stemmen / Zetels                                        | %          | 19         | %          | 19         | %         | 19        | %         | 19        | %         | 19        | %         | 19        | %          | 19         | %          | 19         | %          | 19         |
| -------------------- | ------------------------------------------------------- | ---------- | ---------- | ---------- | ---------- | --------- | --------- | --------- | --------- | --------- | --------- | --------- | --------- | ---------- | ---------- | ---------- | ---------- | ---------- | ---------- |
|                      | IVI1/ CVP2/ CD&V3 / RESPECT4                            | 57,461     | 13         | 55,632     | 12         | 46,582    | 10        | 52,252    | 11        | 47,282    | 10        | 45,533    | 10        | 39,823     | 10         | 40,83      | 9(°)       | 56,64      | 11         |
|                      | SP1/ DOEN2/ sp.a3/ sp.a-Dynamisch4/ Team Nieuw BestuurB | 7,01       | 0          | 25,131     | 4          | 20,81     | 3         | 14,142    | 2         | 16,531    | 3         | 20,253    | 4         | 13,683     | 2          | 11,24      | 1(°°)      | 43,4B      | 8          |
|                      | VB1/ VB882/ Welzijn3/ N-VA4/ Team Nieuw BestuurB        | -          |            | 19,241     | 3          | 32,622    | 6         | 28,893    | 6         | 19,053    | 3         | 14,043    | 2         | 18,614     | 4          | 32,04      | 7          | 43,4B      | 8          |
|                      | VLD1/ Open Vld2/ TOPE 8920A/ Team Nieuw BestuurB        | -          |            | -          |            | -         |           | -         |           | 17,141    | 3         | 20,171    | 3         | 13,392     | 2          | 16,0A      | 2(°°)      | 43,4B      | 8          |
|                      | PROO!1/ TOPE 8920A                                      | -          |            | -          |            | -         |           | -         |           | -         |           | -         |           | 7,591      | 1          | 16,0A      | 2(°°)      | 43,4B      | 8          |
|                      | VVER                                                    | 24,52      | 5          | -          |            | -         |           | -         |           | -         |           | -         |           | -          |            | -          |            | -          |            |
|                      | AVP                                                     | 11,03      | 1          | -          |            | -         |           | -         |           | -         |           | -         |           | -          |            | -          |            | -          |            |
| Anderen(*)           | Anderen(*)                                              | -          |            | -          |            | -         |           | 4,72      | 0         | -         |           | -         |           | 6,9        | 0          | -          |            | -          |            |
| Totaal stemmen       | Totaal stemmen                                          | 5130       | 5130       | 5123       | 5123       | 5359      | 5359      | 5457      | 5457      | 5529      | 5529      | 5793      | 5793      | 5849       | 5849       | 5790       | 5790       | 4374       | 4374       |
| Opkomst %            | Opkomst %                                               |            |            |            |            | 97,97     | 97,97     | 96,52     | 96,52     | 95,74     | 95,74     | 96,37     | 96,37     | 95,74      | 95,74      | 94,9       | 94,9       | 70,0       | 70,0       |
| Blanco en ongeldig % | Blanco en ongeldig %                                    | 2,77       | 2,77       | 5,23       | 5,23       | 3,1       | 3,1       | 3,7       | 3,7       | 4,7       | 4,7       | 5,11      | 5,11      | 4,91       | 4,91       | 5,4        | 5,4        | 2,1        | 2,1        |

De zetels van de gevormde meerderheid staan vetjes afgedrukt. De grootste partij is in kleur.

De rode cijfers naast de gegevens duiden aan onder welke naam de partijen telkens bij een verkiezing opkwamen.

(*) 1994: VRIJ / 2012: Vlaams Belang

## Sport
- Voetbalclub VK Langemark-Poelkapelle is aangesloten bij de KBVB.
- Rapid Langemark is een basketbalclub met 2 seniorploegen in competitie. Rapid One speelt op dit ogenblik in tweede provinciale, terwijl Rapid Two in vierde provinciale West-Vlaanderen uitkomt.
- Sportiva Langemark is een vrouwenvolleybalclub, die op dit ogenblik in tweede en in vierde provinciale West-Vlaanderen uitkomt.

## Bekende inwoners
- Paul Bruna: zanger (1958-)
- Frédérik Deburghgraeve: olympisch zwemkampioen 1996 (1973-)
- André Noyelle: olympisch wielerkampioen 1952 (1931-2003)
- Nico Pattyn: Europees kampioen quizzen 2007 (1968-)
- Johan Vermeersch: voetballer KV Kortrijk, AA Gent, voorzitter FC Brussels (1951-)
- Florian Van Acker : Para-olympisch goud tafeltennis (2016)- wereldkampioen (2018)